# Walter Winterbourne
Walter Winterburne, Walter of Winterbourne o Winterburn in inglese (Salisbury, XIII secolo – Genova, 26 agosto 1305), è stato un cardinale, filosofo e teologo inglese.

## Biografia
Entrò giovanissimo nell'Ordine domenicano e divenne presto rinomato per la sua diligenza, prudenza e santità di vita. Re Edoardo I lo scelse come suo confessore e direttore spirituale.
Fu provinciale del suo ordine in Inghilterra dal 1290 al 1298 e fu creato cardinale da papa Benedetto XI il 21 febbraio 1304.
Nel 1304/1305 prese parte al conclave successivo alla morte di Benedetto XI. Il giorno di Natale 1304 i cardinali si erano già accordati sul suo nome ed erano pronti a far confluire i loro voti su di lui eleggendolo al pontificato: sarebbe stato il secondo inglese ad ascendere al soglio pontificio dopo Adriano IV, del quale, si dice, volesse ripetere il nome pontificale divenendo "Adriano VI", ma Winterbourne era già prostrato da un'improvvisa malattia e questo lo convinse a rifiutare l'elezione e ad abbandonare la sala del conclave.
Con la rinuncia e l'abbandono del conclave del cardinale Winterbourne, i cardinali si orientarono verso un altro candidato, il guascone Bertrand de Got, che fu effettivamente eletto col nome di Clemente V. Partito da Perugia con altri cardinali per raggiungere il papa in Francia, Winterbourne si fermò a Genova per l'aggravarsi della malattia.
Assistito dal decano del Sacro Collegio Niccolò Alberti, anch'egli domenicano, morì in Genova e la sua salma, dapprima inumata nella chiesa del suo Ordine in quella città, fu successivamente traslata a Londra e inumata nel convento ove aveva iniziato la sua attività di religioso.
Nicholas Trevet, un cronista, confratello ed amico di Walter, scrisse di lui che possedeva qualità superiori, naturali e soprannaturali. Secondo Travet, era profondo nelle sue conoscenze, dotato di rara modestia e di gentile disposizione, un modello di religiosa pietà e di matura erudizione e che, nonostante i suoi numerosi impegni nel convento e presso la Corte imperiale, non abbreviò mai le sue ore di preghiera.

## Opere
Egli lasciò numerose opera di filosofia e teologia, fra le quali:
- Commentarium in IV sententiarum libros
- Quaestiones theologicae, molto nota all'epoca
- Sermones ad clerum et coram rege habiti